# Mac Cecht
 (signalé en juin 2025).
Si vous disposez d'ouvrages ou d'articles de référence ou si vous connaissez des sites web de qualité traitant du thème abordé ici, merci de compléter l'article en donnant les références utiles à sa vérifiabilité et en les liant à la section « Notes et références ».
- Archive Wikiwix
- Bing
- Cairn
- DuckDuckGo
- E. Universalis
- Gallica
- Google
- G. Books
- G. News
- G. Scholar
- Persée
- Qwant
- (zh) Baidu
- (ru) Yandex
- (wd) trouver des œuvres sur Wikidata

Mac Cecht, dans la mythologie celtique irlandaise, est un roi des Tuatha Dé Danann, c’est un des fils de Cermait, lui-même fils du Dagda.

## Mythologie
Avec ses frères Mac Cuill et Mac Greine, il tue Lug pour venger l’assassinat de leur père qui avait eu une liaison avec la femme du grand dieu. Les trois frères deviennent alors Ard ri Érenn (rois suprêmes d’Irlande), à tour de rôle, endossant la souveraineté pour une année. Ce règne tricéphale dure pendant trois décennies. Ils sont les derniers rois des Tuatha Dé Danann avant l’arrivée des Milesiens sur l’île.
Il est surnommé « Fils de la Charrue ». Son épouse est Fódla, une personnification de l’Irlande.